# Родак, Павел
Павел Родак (пол. Paweł Rodak, род. 1967) — историк польской литературы и культуры, культуровед, директор Центра польской цивилизации (Centre de civilisation polonaise) в Университете Париж-Сорбонна (фр. Université Paris Sorbonne) (с 2016 года), директор Института польской культуры Варшавского университета (2012—2016), заведующий кафедрой истории культуры Института польской культуры (2009—2013).

## Научные интересы
Занимается историей современной польской литературы и культуры XIX и XX веков (с особым акцентом на период войны и диаристике), а также антропологией слова в культуре (в первую очередь практиками письма и печати).

## Произведения
Автор книг:
- Видения культуры военного поколения [Wizje kultury pokolenia wojennego] (2000),
- Между записью и литературой. Дневник польского писателя в XX веке (Жеромський, Налковська, Домбровская, Гомбрович, Герлинг-Грудзинский) пол. Między zapisem a literaturą. Dziennik polskiego pisarza w XX wieku (Żeromski, Nałkowska, Dąbrowska, Gombrowicz, Herling-Grudziński) (Варшава, 2011).

Автор разработки Дневника Анджея Тшебинского (пол. Pamiętnik Andrzeja Trzebińskiego) (Варшава, 2001).
Соредактор и соавтор коллективных трудов:
- Война: опыт и запись. Новые источники, проблемы, методы исследования пол. Wojna: doświadczenie i zapis. Nowe źródła, problemy,metody badawcze (Краков 2006),
- Антропология письма. От теории к практике пол. Antropologia письма. Od teorii do praktyki (2010),
- Польская культурология XX века пол. Kulturologia polska XX wieku (2013),
- От афоризма к фензину. Жанры словесного творчества пол. Od aforyzmu do zinu. Gatunki twórczości słownej (2014),
- сборники текстов Филиппа Лежена «Дорогой зошите…», «дорогой… монитор». Личные дневники пол. „Drogi zeszycie...”, „drogi... ekranie”. O dziennikach osobistych (2010).

Соавтор
- учебного пособия Антропология культуры. Проблематика и хрестоматия пол. Antropologia kultury. Zagadnienia i wybór tekstów (2005),
- пособия для старшей школы Человек в культуре пол. Człowiek w kulturze (2006).

## Общественная деятельность
Член Польского автобиографического общества, Ассоциации «Собор культуры»
Член Международной Авто/Биографической ассоциации англ. International Auto/Biography Association (IABA-Europe).